# 梁漢鼎
梁汉鼎，广东定安县（今海南省定安县）人，清朝政治人物、同进士出身。
雍正二年（1724年），登甲辰科进士，授沁源縣知县。